# کودرون سی.۵۹
کودرون سی. ۵۹ (به انگلیسی: Caudron_C.59) یک هواگرد ملخ‌پیشین تک‌موتوره از نوع چند منظوره ساخت شرکت Caudron است. این هواگرد در سال ۱۹۲۲ میلادی رسماً معرفی گردید و در سال‌های ۱۹۲۲–۱۹۲۴ تولید شده‌است. در مجموع، تعداد ۱٬۸۰۰+ فروند از این هواگرد ساخته شده‌است.